# Hiroki Okui
Hiroki Okui (født 27. juni 1999) er en japansk fodboldspiller.
Han har spillet for flere forskellige klubber i sin karriere, herunder Gamba Osaka.